# 格雷森·贝尔
格雷森·贝尔（英語：Grayson Bell，1997年3月21日—），澳大利亚男子游泳运动员，2014年夏季青年奥运会男子4×100米混合泳接力和混合4×100米混合泳接力铜牌得主、2015年世界青年锦标赛混合4×100米混合泳接力银牌得主。